# Платінум (Звішаване)
Футбольний клуб «Платінум» (англ. Football Club Platinum) — зімбабвійський професійний футбольний клуб, який базується в місті Звішаване. Клуб був заснований у 1995 році, та грає домашні матчі на стадіоні «Мандава» місткістю 15 тисяч глядачів. До 2011 року клуб мав назву «Мімоза». «Платінум» грає у Прем'єр-лізі Зімбабве, найвищому дивізіоні країни, та 4 рази ставав чемпіоном країни. Також клуб двічі вигравав Кубок Зімбабве.

## Титули і досягнення
- Чемпіон Зімбабве (4): 2017, 2018, 2019, 2021—2022
- Володар Кубка Замбії (1): 2014, 2021